# Верхній Теленгуй
Верхній Теленгу́й (рос. Верхний Теленгуй) — село у складі Шилкинського району Забайкальського краю, Росія. Входить до складу Усть-Теленгуйського сільського поселення.

## Населення
Населення — 106 осіб (2010; 118 у 2002).
Національний склад (станом на 2002 рік):
- росіяни — 99 %